# Symbellia comoroensis
Symbellia comoroensis är en insektsart som beskrevs av Marius Descamps och Wintrebert 1969. Symbellia comoroensis ingår i släktet Symbellia och familjen Euschmidtiidae. Inga underarter finns listade i Catalogue of Life.